# 儘管如此也要活下去
《儘管如此也要活下去》，日本富士電視台的電視劇。2011年7月7日至9月15日，每週四晚22:00 - 22:54播放。瑛太主演。
除主題曲及主演女優外，此劇在2011年的第70回日劇學院賞之中獲得所有獎項。

## 劇情簡介
深見洋貴（瑛太 飾）的妹妹亞季15年前被自己的好朋友雨宮健二（風間俊介 飾）殺害，而遠山雙葉（滿島光 飾）則是殺人犯雨宮的妹妹。受命運捉弄的兩人相遇之後，不斷尋找希望，努力生存下去，心靈逐漸靠近。

## 演員陣容

### 深見家（被害者家族）
- 深見 洋貴（29歲）：瑛太 飾演（少年期：私市夢太 飾演）

主角。被好朋友少年A殺害的少女亞季的大哥。
- 深見 達彥（55歲）：柄本明 飾演

洋貴、耕平、被殺害少女亞季的父親，涼太的爺爺。與洋貴一起生活。
- 日垣（深見）耕平（26歲）：田中圭 飾演（少年期：西野隼人 飾演）

洋貴的弟弟，被好朋友少年A殺害的少女亞季的二哥。結婚入贅日垣家。與洋貴一樣對加害者非常憎恨。
- 日垣 由佳（25歲）：村川繪梨 飾演

耕平的妻子。
- 日垣 涼太：竹部有紗 飾演

由佳與耕平的兒子。
- 日垣 誠次（57歲）：段田安則 飾演

耕平的岳父，由佳的父親，涼太的外公。
- 深見 亞季（得年7歲）：信太真妃 飾演

被少年A用鐵鎚打死的少女。
- 野本（深見）響子（55歲）：大竹忍 飾演

洋貴、耕平、被殺害少女亞季的母親，涼太的奶奶。與丈夫達彥意見不和而分居，長期與入贅的耕平一起生活。

### 三崎家（加害者家族）
- 遠山（三崎）双葉（25歲）：滿島光 飾演（少女期：山本舞香 飾演）
- 雨宮 健二（三崎文哉，即少年A）（29歲）：風間俊介（傑尼斯Jr.） 飾演（少年期：佐佐木亮輔 飾演）
- 三崎 駿輔（54歲）：時任三郎 飾演
- 遠山（三崎）隆美（55歲）：風吹純 飾演
- 遠山（三崎）燈里（15歲）：福田麻由子 飾演
- 三崎 雅美：關根洋子 飾演（在照片中演出已逝人物）
- 三崎 泰子：森康子 飾演
- 遠山 悟志：山田明鄉 飾演

### 果樹園農家 草間農場
- 草間 真岐（31歲）：佐藤江梨子 飾演
- 臼井 紗步（24歲）：安藤櫻 飾演
- 草間 五郎（62歲）：小野武彥 飾演
- 草間 悠里：原涼子 飾演

## 主題曲
- 小田和正《東京的天空》（Ariola Japan）

收錄於2011年4月20日發行的專輯《近來可好》

## 獎項
第70回日剧学院赏
- 最佳作品
- 最佳男主角：瑛太
- 最佳男配角：风间俊介
- 最佳女配角：大竹忍
- 導演赏：永山耕三、宫本理江子、并木道子
- 最佳剧本：坂元裕二

註：自第39回日劇學院賞《曼哈顿爱情故事》以来第二次由收视率低于10％的剧集获得最佳剧集奖。
2011年月刊TVnavi夏季电视剧奖
- 最佳男主角：瑛太
- 最佳女配角：满岛光

银河赏
- 2011年9月度月间赏
- 49回银河赏上半期

第66回日本放送映画艺术大赏 放送部门
- 最优秀脚本赏：坂元裕二
- 最佳男主角：瑛太
- 最佳女主角：满岛光
- 最佳女配角：大竹忍
- 最优秀音楽赏：辻井伸行

文部科学大臣藝術選獎新人獎（電視部門）
- 坂元裕二[4]

第20回桥田赏新人赏
- 满岛光

## 各話資料
| 各話                                                    | 播放日期      | 原標題 | 中文標題          | 導演       | 收視率 |
| ------------------------------------------------------- | ------------- | ------ | ----------------- | ---------- | ------ |
| 第1話                                                   | 2011年7月7日  |        | 禁斷的相遇…       | 永山耕三   | 10.6%  |
| 第2話                                                   | 2011年7月14日 |        | 中斷的思念…       | 永山耕三   | 09.2%  |
| 第3話                                                   | 2011年7月21日 |        | 因為是母親…       | 宮本理江子 | 07.4%  |
| 第4話                                                   | 2011年7月28日 |        | 被揭開的事實…     | 並木道子   | 09.7%  |
| 第5話                                                   | 2011年8月4日  |        | 尋求住所…         | 永山耕三   | 09.5%  |
| 第6話                                                   | 2011年8月11日 |        | 不速之客          | 宮本理江子 | 08.1%  |
| 第7話                                                   | 2011年8月18日 |        | 心中的黑暗…       | 並木道子   | 09.0%  |
| 第8話                                                   | 2011年8月25日 |        | 各自的覺悟        | 宮本理江子 | 08.8%  |
| 第9話                                                   | 2011年9月1日  |        | 心在哪裡？        | 永山耕三   | 10.1%  |
| 第10話                                                  | 2011年9月8日  |        | 對決的盡頭        | 宮本理江子 | 08.9%  |
| 最終話                                                  | 2011年9月15日 |        | 向著光照射的方向… | 永山耕三   | 10.1%  |
| 平均收視率 9.3%（收視率由Video Research於關東地區統計） |               |        |                   |            |        |

## 外部連結
- 官方网站

| 日本 富士電視台 木曜劇場           | 日本 富士電視台 木曜劇場                               | 日本 富士電視台 木曜劇場 |
| ---------------------------------- | ------------------------------------------------------ | ------------------------ |
|                                    | 儘管如此也要活下去 （2011.07.07 - 2011.09.15）         |                          |
| BOSS 2 （2011.04.14 - 2011.06.30） | 蜜之味～A Taste Of Honey～ （2011.10.13 - 2011.12.22） |                          |

| 香港 無綫劇集台 星期六15:00-17:00及21:00-23:00 | 香港 無綫劇集台 星期六15:00-17:00及21:00-23:00 | 香港 無綫劇集台 星期六15:00-17:00及21:00-23:00 |
| ---------------------------------------------- | ---------------------------------------------- | ---------------------------------------------- |
|                                                | （2012.12.22 - 2013.01.26）                    |                                                |
| （2012.11.17 - 2012.12.15）                    | 上鎖的房間 （2013.01.26 - 2013.03.02）         |                                                |